# Pelle Svanslös

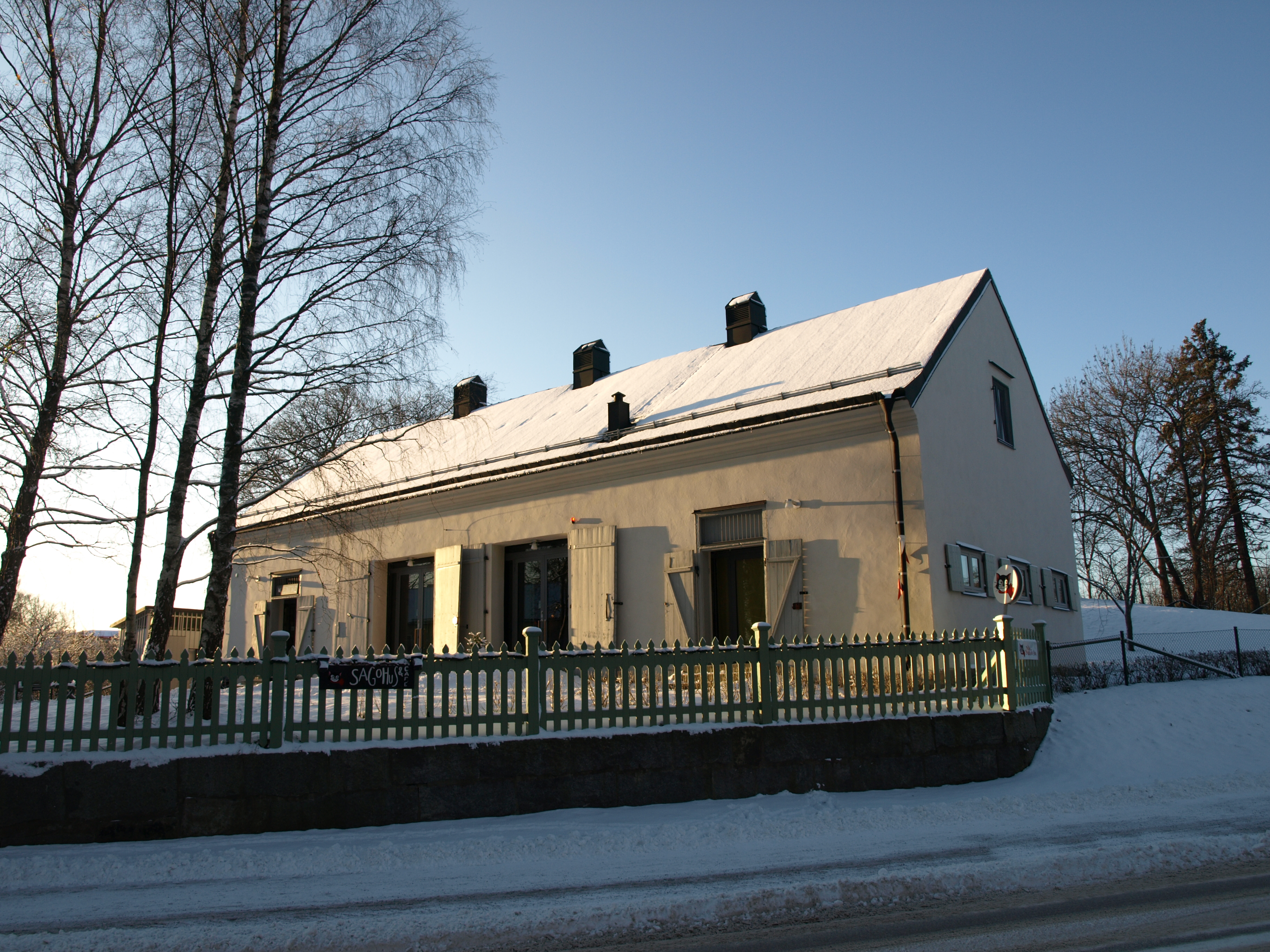
A antiga casa de Pelle Svanslös, perto do Castelo de Uppsala.

Os doze livros da série Pelle Svanslös (literalmente Pelé Sem-Rabo) foram escritos por Gösta Knutsson, e publicados entre 1939 e 1972. As ilustrações são da autoria de Lucie Lundberg.
A personagem principal é o bondoso gato Pelle Svanslös, que é muito amigo da meiga gata Maja Gräddnos. O grande adversário de Pelle Svanslös é o malvado gato Måns, secundado pelos trapalhões Bill e Bull. Os acontecimentos das estórias passam-se na cidade sueca de Uppsala, e nos seus arredores.
Os carateres das personagens representam estéreotipos de muitas pequenas cidades provincianas da Suécia, e os livros continham um protesto contra os apoiantes suecos do nacional-socialismo dos anos 30 e 40.
O Parque Pelle Svanslös (Pelle Svanslösparken) foi inaugurado em 2014 em Uppsala.